# Muhammad ibn Ahmad al-Khwarizmi
Ne pas confondre avec Al-Khwârizmî, auteur de Abrégé du calcul par la restauration et la comparaison.
Pour les articles homonymes, voir Al-Khwârizmî (homonymie).
Muhammad ibn Ahmad al-Khwarizmi (en arabe محمد بن أحمد الخوارزمي), de son nom complet Abū ʿAbdallāh Muḥammad ibn Aḥmad ibn Yūsuf al-Kātib al-Khwārizmī, appelé aussi al-Balkhī, est un encyclopédiste du Xe siècle, ayant vécu à Nishapur, auteur de l'encyclopédie Mafātīḥ al-ʿulūm (Les Clés des Sciences) en langue arabe.
Il ne doit pas être confondu avec Muhammad ibn Mūsā al-Khwārizmī, mathématicien dont le nom est à l'origine du mot « algorithme ».
Gerlof van Vloten, éditeur de Mafātīḥ al-ʿulūm (Leyde, 1895), mentionne, dans une préface à cet ouvrage, qu'on ne sait d'al-Khwārizmī rien de plus que son nom et qu'il est aussi connu sous le nom d'al-Balkhi. Cependant, Hossein Khadiv Jam, le traducteur persan de Mafātīḥ al-ʿulūm, mentionne qu'après des recherches poussées, il a déterminé qu'al-Khwārizmī « est né à Balkh, a vécu à Nishapur, a travaillé un temps comme 'clerc' à la cour des Samanides, et fut l'auteur du livre Mafātīḥ al-ʿulūm, une des plus anciennes encyclopédies islamiques, écrite en arabe aux alentours de 977, à la demande de Abul-Hossein Atba, un vizir de Nuh II. »